# Susan Hayward
Susan Hayward (născută Edythe Marrenner la 30 iunie 1917 – d. 14 martie 1975) a fost o actriță americană de film.

## Filmografie
- 1942 Seceră vântul sălbatic (Reap the Wild Wind),regia Cecil B. DeMille
- 1952 Zăpezile de pe Kilimanjaro (The Snows of Kilimanjaro), regia Henry King
- 1954 Demetrius și gladiatorii (Demetrius and the Gladiators), regia Delmer Daves
- 1955 I'll Cry Tomorrow (I'll Cry Tomorrow), regia Daniel Mann
- 1955 Mercenar (Soldier of Fortune), regia Edward Dmytryk
- 1958 I Want to Live!, regia Robert Wise
- 1967 Valea păpușilor (Valley of the Dolls), regia Mark Robson